# Верхньосюрюбаєво
Верхньосюрюба́єво (рос. Верхнесюрюбаево, башк. Үрге Сирбай) — присілок у складі Кугарчинського району Башкортостану, Росія. Входить до складу Кугарчинської сільської ради.
Населення — 188 осіб (2010; 193 в 2002).
Національний склад:
- башкири — 79%